# 比斯卡姆扎
比斯卡姆扎（羅馬化：Biskamzha；哈卡斯语：Пис хамҷы）是俄罗斯哈卡斯共和国的市级镇，属阿斯基兹区，地处哈卡斯共和国西部，位于托木河流域内比斯卡姆扎河畔，在区行政中心阿斯基兹村西北、共和国首府阿巴坎西南方。镇内设有同名铁路车站。
该地2021年人口有974人；2010年人口1,267；2002年人口1,990；1989年人口1,876。